# Síndrome do nevo epidérmico
Síndrome do nevo epidérmico (também conhecida como "síndrome de Feuerstein-Mims"  é uma doença rara que foi descrita pela primeira vez em 1968 e consiste em nevos epidérmicos extensos com anormalidades do sistema nervoso central (SNC), esqueleto, pele, sistema cardiovascular, sistema geniturinário e olhos.
Desde a primeira descrição da síndrome, um conceito mais amplo para a síndrome do "nevo epidérmico" foi proposto, abrangendo pelo menos seis tipos descritos:
- Síndrome de Schimmelpenning
- Síndrome do nevo comedônico
- Síndrome do nevo epidérmico peludo pigmentado
- Síndrome de Proteus
- Síndrome CHILD
- Facomatose pigmento-queratótica